# Droga wojewódzka 381
Die Droga wojewódzka 381 (DW 381) ist eine 54 Kilometer lange Droga wojewódzka (Woiwodschaftsstraße) in der polnischen Woiwodschaft Niederschlesien, die Wałbrzych mit Nowa Ruda und Kłodzko verbindet. Die Strecke liegt in der kreisfreien Stadt Wałbrzych, im Powiat Wałbrzyski und im Powiat Kłodzki.

## Streckenverlauf
Woiwodschaft Niederschlesien, Kreisfreie Stadt Wałbrzych
-  Wałbrzych (Waldenburg/Schlesien) (DK 35, DW 367, DW 375, DW 376, DW 379)

Woiwodschaft Niederschlesien, Powiat Wałbrzyski
-  Jedlina-Zdrój (Bad Charlottenbrunn) (DW 383)

Woiwodschaft Niederschlesien, Powiat Kłodzki
- Głuszyca (Wüstegiersdorf)
- Głuszyca Górna (Oberwüstegiersdorf)
- Świerki (Königswalde)
- Świerki Dolne (Nieder Königswalde)
-  Ludwikowice Kłodzkie (Ludwigsdorf) (DW 380)
-  Nowa Ruda (Neurode) (DW 380, DW 384)
- Bożków (Eckersdorf)
- Święcko (Schwenz)
-  Gorzuchów (Möhlten) (DW 386)
- Bierkowice (Birgwitz)
- Gołogłowy (Hollenau)
-  Kłodzko (Glatz) (DK 8, DK 33, DK 46)